# Pontelatone
Pontelatone község (comune) Olaszország Campania régiójában, Caserta megyében.

## Fekvése
A megye keleti részén fekszik, Nápolytól 40 km-re északra, Caserta városától 15 km-re északnyugati irányban. Határai: Bellona, Camigliano, Capua, Castel di Sasso, Formicola, Liberi és Roccaromana.

## Története
Első írásos említése a 10. századból származik. Valószínűleg az ókori szamnisz város, Trebula helyén alakult ki. A következő századokban nemesi birtok volt. A 19. században nyerte el önállóságát, amikor a Nápolyi Királyságban felszámolták a feudalizmust.

## Népessége
A népesség számának alakulása:

## Főbb látnivalói
- a középkori vár (castello) romjai